# داء الطعم حيال الثوي المرتبط بنقل الدم
داء الطعم حيال الثوي المرتبط بنقل الدم (TA-GvHD) من المضاعفات النادرة لنقل الدم. تهاجم فيه الخلايا اللمفاوية التائية القادرة مناعيًا الموجودة في دم المعطي الأنسجة اللمفاوية للمتلقي. تُطعّم الخلايا اللمفاوية للمعطي أنسجة المتلقي وتتعرف على خلاياه بوصفها خلايا غريبة وتهاجمها من خلال استجابة مناعية. وفي الحالة العادية، تتعرف الخلايا اللمفاوية للمتلقي أيضًا على خلايا المعطي بوصفها خلايا غريبة وتهاجمها وبذلك يدمرها الجهاز المناعي للمتلقي. ولكن حين يكون المتلقي مُضْعَف مناعيًا بشدة، أو حين يتشابه مستضد الكريات البيضاء البشرية (HLA) بين المتلقي والمعطي (كما يحدث حين يكون المتبرع قريب المريض من الدرجة الأولى)، لا يهاجم الجهاز المناعي للمتلقي الخلايا اللمفاوية للمعطي. ويمكن أن ينتج عن هذه الحالات داء الطعم حيال الثوي المرتبط بنقل الدم.

## العلامات والأعراض
يشبه المظهر السريري ذلك المُشاهد في داء الطعم حيال الثوي GvHD)) الذي يحدث في أنواع أخرى من نقل الأنسجة، مثل زرع نقي العظم. يمكن أن يتطور داء الطعم حيال الثوي المرتبط بنقل الدم بعد فترة تتراوح من يومين إلى 6 أسابيع تالية لنقل الدم. تشمل الأعراض النموذجية:
- الحمى
- طفح جلدي حمامي بقعي حطاطي، يمكن أن يتفاقم ويصبح أحمرية معممة
- انحلال البشرة السمي، يظهر في الحالات الشديدة
- تضخم الكبد
- الإسهال

الأعراض الأخرى المحتمل وجودها السعال والألم البطني والإقياء والإسهال الغزير (حتى 8 ليتر في اليوم).

## التشخيص
تشمل الموجودات المخبرية قلة الكريات الشاملة، وعدم تنسج نقي العظم، واضطراب مستويات إنزيمات الكبد، واضطراب توازن الكهارل (عند وجود الإسهال).
يُشتبه بالإصابة بداء الطعم حيال الثوي المرتبط بنقل الدم من خلال تفحّص خزعة من جلد أو كبد المريض، وتُؤكّد عبر تحليل مستضد الكريات البيضاء البشرية على سطح الكريات اللمفاوية الجائلة في الدوران. يحدد هذا الاختبار المستضد الخاص بالخلايا اللمفاوية الجائلة الذي يختلف عن مستضد خلايا أنسجة الثوي.

## الوقاية
من الإجراءات الوقائية المتبعة تشعيع مكونات الدم المنقولة بأشعة غاما إذا كانت تلك المشتقات الدموية حاوية على اللمفاويات كخلايا الدم الحمراء والصفيحات الدموية والخلايا المحببة. يجب نقل مكونات الدم المشععة في الحالات التالية:
- نقل مكونات الدم لجنين داخل الرحم (النقل داخل الرحم)
- نقل مكونات الدم لخديج، أو وليد ناقص وزن الولادة، أو وليد مصاب بكثرة الأرومات الحمر الجنينية
- أعواز المناعة الخلقية
- بعض الأورام الدموية الخبيثة (مثل ليمفوما هودجكين)
- المرضى الذين سيخضعون لزرع الخلايا الجذعية المكونة للدم
- عند توافق المستضدات من نوع (HLA) بين المعطي والمتلقي، أو عندما يكون المُعطي فرد من عائلة المتلقي.
- المرضى الخاضعون للعلاج بعقار فلودارابين
- عند نقل الخلايا المحببة للمرضى

## العلاج
العلاج داعم. لم تثبت فعالية أي علاج في شفاء داء الطعم حيال الثوي المرتبط بنقل الدم، وتُعد الإصابة مميتة في أكثر من 90% من الحالات.

## الوبائيات
يقدر معدل الإصابة بداء الطعم حيال الثوي المرتبط بنقل الدم عند المرضى مضعفي المناعة المستفيدين من نقل الدم بنحو 0.1 – 1.0%، ومعدل الوفيات بين من يطورون الإصابة 80-90%. معدل الوفيات أعلى في داء الطعم حيال الثوي المرتبط بنقل الدم مقارنةً بداء الطعم حيال الثوي المرتبط بزرع نقي العظم، إذ تكون الخلايا اللمفاوية المطعمة في نقي العظم من خلايا المتبرع لذا لا يهاجمها جهاز المناعة.
الأسباب الأهم للوفاة بعد الإصابة بداء الطعم حيال الثوي المرتبط بنقل الدم هي العدوى والنزف الثانوي الناتج عن قلة الكريات الشاملة وخلل وظائف الكبد.